# Disney's Aladdin in Nasira's Revenge
Disney's Aladdin in Nasira's Revenge — відеогра жанру аркада, створена компанією Argonaut Games і видана Disney Interactive. Має 28 рівнів у 9 локаціях.

## Сюжет
Десь на просторах арабської пустелі знаходиться лігво Назіри, безлюдне місце, сховане глибоко під землею й оточене розтопленою лавою. Це місце охороняється злими охоронцями і не є привітним для відвідувачів. Саме тут починає розкриватися план жорстокої чарівниці. Джафар, королівський радник, мертвий. Назавжди ув'язнивши Аладдіна та Джина, Назіра клянеться помститися, воскресивши Джафара, та позбутися Аладдіна і захопити владу в Аграбі. Для цього вона викликає дух Джафара і демонструє свої плани. 

В Аграбі проблема. Назіра захопила місто, а принцеса Жасмін і Султан опинилися в пастці у центрі міста. Аладдіна теж мало не спіймали під час переслідування. І тепер тільки він може врятувати Аграбу і Султана з принцесою. 

На його шляху — великі пригоди. Він має пробігти через ринок Аграби, пройти через Палац, уникнути ув'язнення, опинитися в Оазисі і знайти там вхід до Печери Чудес, обережно подорожуючи у ній, врятувати Джина, врятувати Жасмін від пасток Пірамід, Султана — від рук Злого-Султана в Античному місті, поборотися з Назірою та Джафаром у їхньому секретному лігві. І лише після фінальної битви відновлюється мир і спокій в Аграбі під правлінням Султана.

## Геймплей

### Початок гри
Після запуску гри гравець побачить декілька відео, потім — Головне меню. Там можна зробити всі необхідні налаштування (гучність звуку, керування, налаштування екрану), вийти з гри чи перейти до меню запуску гри. Там можна завантажити раніше збережену гру (якщо пройдено декілька рівнів — будь-який із них) чи розпочати нову. Якщо розпочинається нова гра, треба вказати назву збереження (сейву) з трьох літер та можна подивитися вступний ролик.

### Рівні
Переважна більшість ігрового часу проводиться безпосередньо на рівнях. Згідно з налаштуваннями керування, Аладдін може бігти, атакувати, захищатися, ковзати по поверхні та деяке інше. На багатьох з рівнів можна побачити ворогів, яких треба вбити (інколи з них щось випадає — монети, ключі та ін.), глечики (порожні чи наповнені чимось), лампу Джина з інформацією чи якісь додаткові корисні предмети (див. розділ «Предмети, які можна збирати»). Іноді проходження включає стрибки через прірви по платформах (нерухомих і зникаючих, рухомих по колу, рухомих у повітрі тощо), проходження під стінками, які щосекундно падають на землю, стрибки через впадини з ножами та багато іншого. Іще більшість рівнів містить контрольні точки («Checkpoint»), з яких продовжується гра у разі смерті.

### Закінчивши рівень
Наприкінці щорівня спочатку з'являється статистична інформація про рівень: скільки ворогів вбито, скільки зібрано монет та знаків Джина (див. розділ «Предмети, які можна збирати»);

після цього, якщо є зібрані знаки Джина, розпочинається «Джекпот», де можна виграти додаткове «continue», додаткове життя, повне здоров'я, повторне вертіння;

після «Джекпоту», якщо зібрано три червоних камені, починається додатковий рівень «Лампи Джина» (один із шести можливих), де можна виграти синій камінь, пройшовши рівень повністю (тобто вчасно дійшовши до кінця, зібравши всі монети); після цього рівня з'являється кількість зібраних монет;

після додаткового рівня надається можливість зберегти гру;

після деяких рівнів запускається відео і розпочинається новий рівень;

### Бонусні рівні
Гра містить шість різновидів бонусних рівнів, на які можна потрапити, зібравши три червоні камені. Ці рівні з'являються в чіткій послідовності (як зазначається нижче), після шостого завантажується перший:
- Зібрати 100 монет за 45 секунд. Рівень являє собою стрибки по «стрибучих подушках» поруч зі збиранням монет, які розташовані в повітрі. Синій камінь виграється, якщо гравець дійде до кінця, зібравши 100 монет і вчасно.
- Влучити у 10 кругів за 30 секунд. Тут гравцю доведеться десять разів влучити у десять кругів із зображенням Назіри, які переміщаються з одного боку в інший. Для отримання синього каменю необхідно вчасно влучити у всі 10 кругів.
- Вчасно дійти до кінця, зібравши всі монети. Тут необхідно, керуючи Жасмін на скейтборді, дістатися кінця, зібравши всі монети і не потрапивши у прірву.
- Зібрати 100 монет за 60 секунд. Завдання аналогічне до першого, тільки часу трохи більше.
- Зібрати 50 монет. На цьому рівні необхідно пролетіти до кінця, зібравши всі 50 монет і не врізатися у перепону (це дозволяється зробити лише один раз). Лише в цьому разі надається синій камінь. В цілому рівень схожий на сьомий рівень («Повернення до Палацу»).
- Зібрати 50 монет і вчасно дістатися кінця. «...Small surfy dude! This course is radical!» — кричить Джин, пояснюючи, як проходити цей рівень. В цілому він аналогічний до другої частини 18 рівня (третій рівень «Пірамід»): Аладдін ковзає по кризі, стрибає через прірви і збирає монети. Однак є одна особливість, через що цей рівень і називається «радикальним курсом»: чотири рази над прірвою буде напис «360°»; це означає, що необхідно в процесі стрибку здійснити один повний оберт, після чого додатково з'являється п'ять монет; одного разу буде напис «720°»: необхідно здійснити в процесі стрибку два повних оберти, результатом також є п'ять монет. Синій камінь виграється, якщо гравець вчасно дістається кінця, зібравши всі можливі монети.

### Життєвість
Інформація про здоров'я, кількість життів знаходиться в правому нижньому кутку. Синя смуга — це здоров'я, а число — кількість життів. Від вогню, атак ворогів, коли вертикальна стінка чавить, отруєння поступово втрачається здоров'я. Коли смуга, що його відображає, стане повністю сірою, втрачається одне життя. У цьому випадку гра продовжується з місця останньої «Контрольної точки» (великого обручу, на якому сидить папуга Іаго; щоб зареєструвати, що ця точка є пройденою, треба прострибнути через обруч). Підвищити кількість життів можна лише у «Джекпоті» після рівня. Коли число, що показує кількість життів, стане рівним нулю, то означає, що лишилося одне життя; якщо і воно буде втрачене, буде запропоновано два варіанти: покинути гру чи застосувати одне «continue»; при обранні другого варіанту розпочинається той самий рівень, де було втрачене останнє життя (з початку, не з «контрольної точки») з чотирма життями (як у самому початку гри на першому рівні). Кількість «continue» також обмежена, і якщо після застосування останнього знову будуть втрачені всі життя, доведеться вийти з гри. Тоді, щоб продовжити гру, треба з головного меню завантажити збереження (це можна робити щоразу при втраті всіх життів — щоб не втрачати «continue»). «Continue» підвищується також лише у «Джекпоті».

## Найголовніші персонажі

### Аладдін
Аладдін — досвідчений, вродливий юнак сімнадцяти років, для того щоб вижити, має використовувати весь свій розум. Також він дуже сміливий, хоробрий, умілий, що стає у пригоді на вулицях Аграби — нелегкого місця для виживання. Попри життя у постійній небезпеці, Аладдін — оптиміст, вірить у кращу долю, сповнений рішучості знайти її. І насправді він є дуже добрим, попри зовнішній вигляд і на те, яким він може здатися. 

У його подорожі йому допомагає Абу — світлоока моторна мавпа.

### Джин
Джин — це помічник Аладдіна, який живе у лампі. Він — великий, блакитний, дуже балакучий, але водночас добрий і готовий допомогти. У грі він з'являється там, де розташована «магічна лампа», і дає якусь корисну пораду щодо геймплею чи якихось пасток попереду. Також він володіє магічною силою, але після перебування в ув'язненні у Печерах Чудес він частково її втрачає.

### Жасмін
Жасмін — принцеса, дочка Султана. Вона дуже вродлива, але й незалежна дівчина, здатна взяти справу у свої руки. Жасмін хоче одружитися через кохання і провести життя поза палацом, тож вона, відмовившись від невідповідних залицяльників, прокрадається на ринок. Щоб заволодіти її серцем, Аладдіну знадобляться мужність і кмітливість.

### Назіра
Назіра — Сестра Джафара, зла чарівниця, що використовує свою силу для воскресіння Джафара з пекла. Вона вміє викликати злі створіння для виконання її наказів. Ненавидить Аладдіна і прагне його знищити.

### Джафар
Джафар — темна людина з іще темнішими мотивами, що керується ненажерливою пристрастю до влади. Він служить Султану і маніпулює ним за допомогою гіпнозу. Він бажає отримати лампу, владу, яку дає ця лампа, і якщо він це отримає, світ стане найгіршим місцем для життя. 

На момент ігри він постає мертвим, але Назіра робить усе, щоб він повернувся до життя.

### Іаго
Іаго — папуга, свого часу був товаришом Джафара, тепер — друг Аладдіна. У грі з'являється у тому ж місці, що і Джин (там, де «магічна лампа»), а також на обручах «Контрольної точки збереження». 

### Супротивники (вороги)
Вулиці Аграби і довгого шляху до лігва Назіри наповнені зловісними загрозами і смертельними ворогами. Аладдіну доведеться боротися з лютими охоронцями, щоб врятувати землю від зла. Для кожної локації характерні певні вороги.

## Характеристика рівнів
Усього у грі є 28 рівнів. Вони розподілені по 9 локаціям. Це Аграба (1-3), Палац (4, 7-8), Темниця (5-6), Оазис (9-11), Печера Чудес (12-15), Піраміди (16-20), Розламаний Палац (21), Античне місто (22-25), Лігво Назіри (26-28). Мета більшості з рівнів — дійти до кінця, у деяких випадках — щось зробити по дорозі; всі вони не обмежені в часі (крім 22). Крім цього, є декілька спеціальних рівнів: рівень-польот (7, 15; мета — долетіти до кінця); рівень-бій (8, 11, 19; мета — перемогти ворога, більшого, ніж звичайні); рівень-польот та рівень-бій одночасно (25; мета — летіти, вбивши ворога); зв'язуючий рівень (16; це просто місце, звідки можна потрапити на інші рівні Пірамід).

### Аграба
Щось жахливе сталося у Палаці, і Аладдін має терміново туди потрапити. Однак його фотографію розміщено на плакатах «Розшукується», тож його переслідують охоронці. За допомогою Абу та Джину Аладдін розбереться у небезпечних вулицях міста і дістанеться Палацу.

### Палац
Палац Султана захоплений Назірою та зачарованими нею охоронцями. Аладдін має просуватися крізь них до тронної зали і з'ясувати, що сталося із Султаном та принцесою Жасмін.

### Темниця
Аладдіна заарештовано, Джина частково позбавлено сили і відправлено до таємної Печери Чудес десь у пустелі. Щоб його там віднайти, Абу має, використовуючи весь свій розум і вміння, врятувати Аладдіна. У другому рівні цієї локації вже сам Аладдін буде просуватися темницею у пошуках залишеного килима-літака.

### Повернення до Палацу
Аладдін повертається до Палацу на килиму-літаку. Але щоб отримати доступ до Оазису, треба зітнутися з охоронцем Резоулом.

### Оазис
Тут на Аладдіна чекають зелені пальми, озера, яскравий пісок. За порадою містика він шукає Печеру Чудес. Ключ до неї — загублений скарабей, який і вкаже дорогу. Але перед цим на Аладдіна чекає зустріч із величезним павуком.

### Печера Чудес
Після довгої подорожі пустелею за скарабеєм відкриється Печера Чудес. Усередині на Аладдіна з Абу чекають дороги із золотом та коштовним камінням, льодяні спуски, стрибки через прірви. Згодом вони знаходять Джина, але для його визволення потрібен молоток, що знаходиться у кімнаті за малесеньким отвором. За ним вирушає Абу, але він зачепив камінь, і Печера ось-ось зруйнується. Джин безсилий щось заподіяти, тож вони всі тікають із Печери на килимі-самольоті.

### Піраміди
Пошуки Аладдіна своїх друзів привели його до Пірамід. Щоб потрапити до Великої Піраміди, треба знайти дві Книги Смерті. Для цього треба пошукати в оточуючих пірамідах. Усередині них на Аладдіна чекають живі мумії, змії, охоронці Сфінкс, механічні перепони, прірви. У деяких місцях доведеться застосувати розум і кмітливість, щоб пройти далі. В кінці Великої Піраміди Аладдін нарешті побачить Жасмін. Але щоб остаточно врятувати її, треба перемогти її охоронця Анубіса.

### Розламаний Палац
Щоб потрапити до Античного міста й урятувати Султана, потрібна мапа цього міста. Вона знаходиться в Палаці. Туди прямує Жасмін, яка вимушена, використовуючи лише горщик, крастися між руїнами Палацу та ховатися від зброєносців.

### Античне місто
На першому рівні цієї локації Аладдін має достатньо швидко потрапити до руїн античного міста. Тож він і несеться туди по гористій скелі. Вночі він потрапляє до міста, населеного злодіями та живими скелетами. Після довгих блукань (по дорозі на Аладдіна чекають скелети, невмираючі зелені «людинки», пацюки, прірви, дірки, атакуючі рослини і інше) він знаходить Султана, причепленого до орга́ну. Аладдін врятовує його, але одразу після цього Султана викрадає Злий-Султан. Після тривалого переслідування на килимі-самольоті Аладдіну вдається остаточно врятувати Султана, а самому спуститися до лігва Назіри.

### Лігво Назіри
Море вогню. Все палає. Аладдін має знайти місцезнаходження Назіри. На його шляху: вогняні лави, через які треба обережно переправитися по рухомих платформах; вогняні озера, через які треба переправитися або на тих самих рухомих чи нерухомих платформах, або на платформах, що гойдаються у повітрі (іноді їх декілька, чи платформи у повітрі та у вогні чергуються; нерухомі платформи зникають при довгому стоянні на них); змії (деякі з них отруйні); вогняні вороги. Обережно: вогонь забирає дуже багато «здоров'я». Після цієї складної подорожі Аладдін натрапляє на Назіру та Джафара, який знаходиться у прірві.

### Фінальна Битва
Фінал. Назіра майже воскресила Джафара. І тепер або він оживе остаточно, і їхні сили возз'єднаються, що означає остаточний розгром в Аграбі, або він залишиться мертвим, і Назіра назавжди втратить свою силу і можливість захопити Аграбу. Аладдіну все ж таки вдається запобігти воскресінню Джафара, і відновлюється нормальне життя в Аграбі.

## Предмети, які можна збирати
У процесі проходження рівня можна віднайти різноманітні предмети, що полегшують проходження чи дають додаткові бонуси. Вони можуть випадати після перемоги над ворогом, після розбиття глечика, можуть просто бути розташовані на поверхні. Зустрічаються: 

- монети: вони можуть знадобитися для придбання деяких товарів, необхідних для проходження рівня, чи додаткових бонусів (наприклад, червоного каменю);
- пакет соку Джина: частково відновлює втрачене здоров'я (щоб повністю відновити втрачене здоров'я з нуля, потрібно приблизно 8-9 таких пакетів соків);
- великий пакет соку Джина: відновлює здоров'я повністю; вважається застосованим, навіть якщо здоров'я повне; зустрічається лише двічі на всю гру;
- знаки Джина: дозволяють грати в «Джекпот» після рівня (один знак — одне вертіння);
- червоні камені: якщо зібрати три таких камені, буде можливість пройти додатковий рівень після основного;
- лампа: корисна інформацією, яку дає Джин чи папуга Іаго;
- протиотрута: на деяких рівнях знаходяться отруйні змії; якщо вони укусять Аладдіна, він почне повільно втрачати здоров'я; щоб це припинилось, треба підібрати протиотруту;
- інше: на деяких рівнях, щоб їх пройти, треба зібрати деякі конкретні предмети (наприклад, молоток, морозиво, випічка тощо).

Не всі рівні містять ці предмети: на всіх додаткових рівнях та рівнях-польотах присутні лише монети; на рівнях-боях, на рівні-польоті-бої, на рівні № 16, що з'єднує три інші, відсутнє все;на рівнях, де гравець грає за Абу, відсутні знаки Джина; на рівні № 12 (переслідування скарабея) присутні лише червоні камені тощо.

## Деякі оцінки гри в Інтернеті
Різні видання по-різному оцінюють цю гру. Середній рейтинг — приблизно 6—6,5 з 10.
- Absolute Games [Архівовано 30 квітня 2012 у Wayback Machine.] оцінює гру в 4.5/10 (оцінка гравців — 6.1/10);
- на сайті Bestgamer [Архівовано 11 жовтня 2011 у Wayback Machine.] гравці оцінили гру так — 7.1/10;
- на сайті GameSpot рейтинг варіює від 6.3 (оцінка рецензента) до 6.6 (оцінка гравців) із 10; PC-версію оцінили у 6.4/10.
- IGN [Архівовано 15 грудня 2010 у Wayback Machine.] оцінює гру в 6/10 (а гравці — 7/10);
- Mobygames [Архівовано 21 листопада 2010 у Wayback Machine.] оцінює гру за MobyScore у 4.2 (максимальна оцінка не наводиться);
- а на сайті GameFAQs [Архівовано 3 серпня 2010 у Wayback Machine.] рейтинг встановлено у 6.1 із 10.

### Виноски
1. ↑  Disney's Aladdin in Nasira's Revenge Information for PlayStation. Архів оригіналу за 8 липня 2013.